# Gondolin

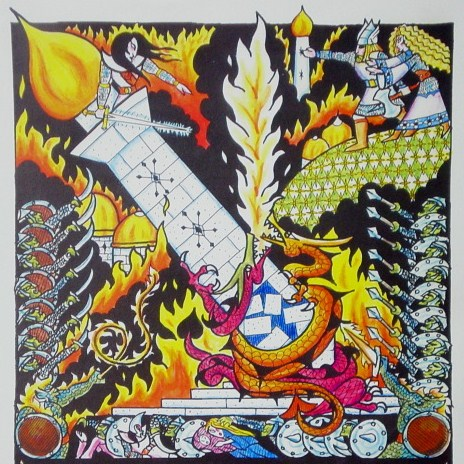
Pád Turgonovy věže

Gondolin (v jazyce Quenya též Ondolindë – Zpívající kámen) bylo tajné město ve Středozemi, fiktivním světě J. R. R. Tolkiena. Nacházelo se v Beleriandu, na severozápadě Středozemě. Obklopovaly ho štíty Echoriath (Okružních hor). Další podoby jména tohoto města uvádí stráž v rozhovoru s Tuorem a Voronvëm před branami Únikové cesty: „Jsem zváno Gandobar a také Gondothlimbar, Město kamene a Město těch, kdo bydlí v kameni; Gondolin, Zpívající kámen, a jmenuji se Gwarestrin, Strážní věž, Gar Thurion neboli Tajné místo, neboť jsem ukryto před Melkovým (pozn. pozdější podoba jména Melkor) zrakem; ale ti, kdo mě nejvíc milují, mě nazývají Loth, neboť se podobám květině, dokonce Lothengriol, květina, která roste na planině.“
Legenda vypráví, že když skončila hostina Mereth Aderthad („Hostina obnovené jednoty“), kde se sešli Noldor a Sindar, opustil Turgon, syn Fingolfinův, síně Vinyamaru v Nevrastu, kde bydlel, a vypravil se navštívit svého přítel Finroda, bratra Galadriel a syna Finarfinova. Oba se společně vydali do údolí řeky Sirionu, kde stále proudila moc "pána vod" Ulma. Když spali, Vala přišel a vložil na ně hluboký spánek a těžké sny. Oba to znepokojilo, ale jeden druhému nic neřekli, protože neměli úplně jasné vzpomínky a každý věřil, že Ulmo poslal zprávu jenom jemu samotnému. Od té doby v nich zůstal neklid a nejistota, protože se oběma zdálo, že dostali pokyn vybudovat útočiště pro případ, že by Morgoth opustil Angband a porazil severní vojska.
Finrod založil pevnost Nargothrond v jeskyních u řeky Narog, Turgon ale chtěl postavit město podobné Tirionu v Amanu. Dlouho nemohl najít vhodné místo, tak se vrátil do Nevrastu a zůstal tam, dokud se mu znovu nezjevil Ulmo. Pod jeho vedením objevil Turgon skryté údolí Tumladen v Okružních horách, v jehož středu byl kamenný pahorek. Zatím o tom s nikým nemluvil, ale už začal plánovat podobu budoucího města.
Po Dagor Aglarebu povolal mnoho nejzručnějších a nejzdatnějších ze svého lidu, tajně je odvedl do Tumladenu, kde za 52 let postavili podle jeho plánů město – Gondolin („Skrytou skálu“).
Gondolin chránila Ulmova moc proudící Sirionem, proto nikdo nemohl sledovat pochod zbytku Turgonova lidu, když opouštěli Nevrast. Turgon sám odešel jako poslední a ještě předtím naposledy mluvil s Ulmem. Vala mu předpověděl, že Gondolin vydrží nejdéle ze všech říší Eldalië založených v Beleriandu, ale taky mu řekl o zradě, která ho v budoucnosti možná ohrozí, a poradil mu, aby ve Vinyamaru nechal zbroj pro posla, který mu přijde blížící se příchod zrady oznámit (tím se později stal Tuor). Turgonův lid v Gondolinu po dlouhé roky vzkvétal, stejně jako samo město. Zruční Eldar vytvořili mnoho nádherných pokladů, ale stejně se říkalo, že nejkrásnější div Gondolinu není žádný z nich, ale Turgonova dcera Idril zvaná také Celebrindal, "Stříbronohá".
Ve městě žila také Aredhel, Turgonova sestra, ale ta jej přes králův zákaz opustila (Turgon totiž vyhlásil, že kdokoliv, kdo se do Gondolinu dostal, už nesmí ven) a vydala se navštívit Fëanorovy syny do jejich zemí. Nějaký čas zde spokojeně žila a toulala se po lesích, ale pak zabloudila do Nan Elmothu. Tam sídlil Temný elf Eöl, který si ji časem vzal za ženu, když se dostala, zmatená jeho kouzlem, až k jeho domu. 
Když vyrostl jejich syn Maeglin, chtěl poznat své příbuzné z Noldor, ale otec mu to zakázal.
Jednou ale odjel na hostinu a Aredhel s Maeglinem se rozhodli utéct. Eöl se ale vrátil dřív, než předpokládali, proto je pronásledoval a v jejich stopách se dostal až do Gondolinu. 
Tam král Turgon přivítal svoji ztracenou sestru i jejího syna s velkou radostí, jenže Eöl, předvedený před králův soud jako nevítaný návštěvník, se s tím odmítl smířit. Nenáviděl Noldor a chtěl odejít aspoň se svým synem zpátky do lesů. Maeglin ale odmítl a jenom to, že se jeho matka v poslední chvíli vrhla do dráhy oštěpu, který po něm Eöl hodil, ho zachránilo.
Rána otráveného oštěpu Aredhel zabila a král za to nechal jejího manžela svrhnout ze skalního srázu nedaleko Gondolinu. Maeglin ale zůstal, získal velkou moc mezi knížaty Noldor i postavení Turgonova důvěrníka. Zamiloval se do Idril, ale ta ho odmítla, takže se jeho láska  časem změnila ve tmu a čím dál tím větší posedlost mocí. To zaselo semínko zla v blaženosti Gondolinu.
Těsně potom, co si Idril vzala Tuora a narodil se jim syn Eärendil (půlelf), zradil Maeglin Eldar a prozradil přesnou polohu Gondolinu Melkorovi, který poté město dobyl. Balrogové zničili jeho krásu, král Turgon byl zabit. Idril s rodinou se sice podařilo zachránit zlomek obyvatel a odvést je pryč, ale ani to nezakrylo porážku elfů. Jak kdysi předpověděl Vala, Gondolin vydržel nejdéle ze všech eldarských království založených v Beleriandu, dokonce déle než Doriath.